# Pansarterrängbil 203
Pansarterrängbil 203 (Patgb 203) är ett sexhjuligt, splitterskyddat trupptransportfordon som används av den svenska Försvarsmakten.

## Bakgrund
Fordonet tillverkas av Patria i Tavastehus Finland och tillhör deras familj av XA-200 splitterskyddade trupptransportfordon, specifikt XA-203 som givit fordonet sitt beteckningsnummer. Affären om 104 st vagnar för cirka 70 milj EUR, dvs cirka 5 654 000 kr/st offentliggjordes den 12 juli 2000. Idag finns runt 165 vagnar i den svenska armén. Patgb 203A är en vidareutveckling av Sisu XA-180 från 1983, som tillverkades av samma företag.

## Beväpning
Samtliga versioner har sex stycken rökkastare monterade på chassit, tre stycken på vardera sida framtill.

### Vapenhuv
Samtliga varianter förutom sjuktransportversionen är utrustat med en 20 mm automatkanon m/47D, kanonen med vapenhuv har tagits från Pansarbandvagn 302 som utrangerats. Kanonen handriktas i två hastigheter och kan eleveras +37° och dumpas -10°, tornet kan vridas 360°. Siktet är ett periskopsikte med 8 ggr förstoring och ballistisk streckskala. Automatkanonen satt tidigare monterad i det svenska jaktplanet J29 Tunnan.

### Vapenstation 01
Vid uppgradering till Pansarterrängbil 203B har vapenhuven ersatts med en fjärrstyrd vapenstation av typen Kongsberg Protector Nordic, i Sverige betecknad Vapenstation 01 (VS01).  Det är en fjärrstyrd gyrostabiliserad plattform som kan förses med olika sensorer och vapen. Samma utrustning används även på bland annat terrängbil 16 Galten, artillerisystem 08 pjässystem och pansarterrängbil 360.

## Varianter

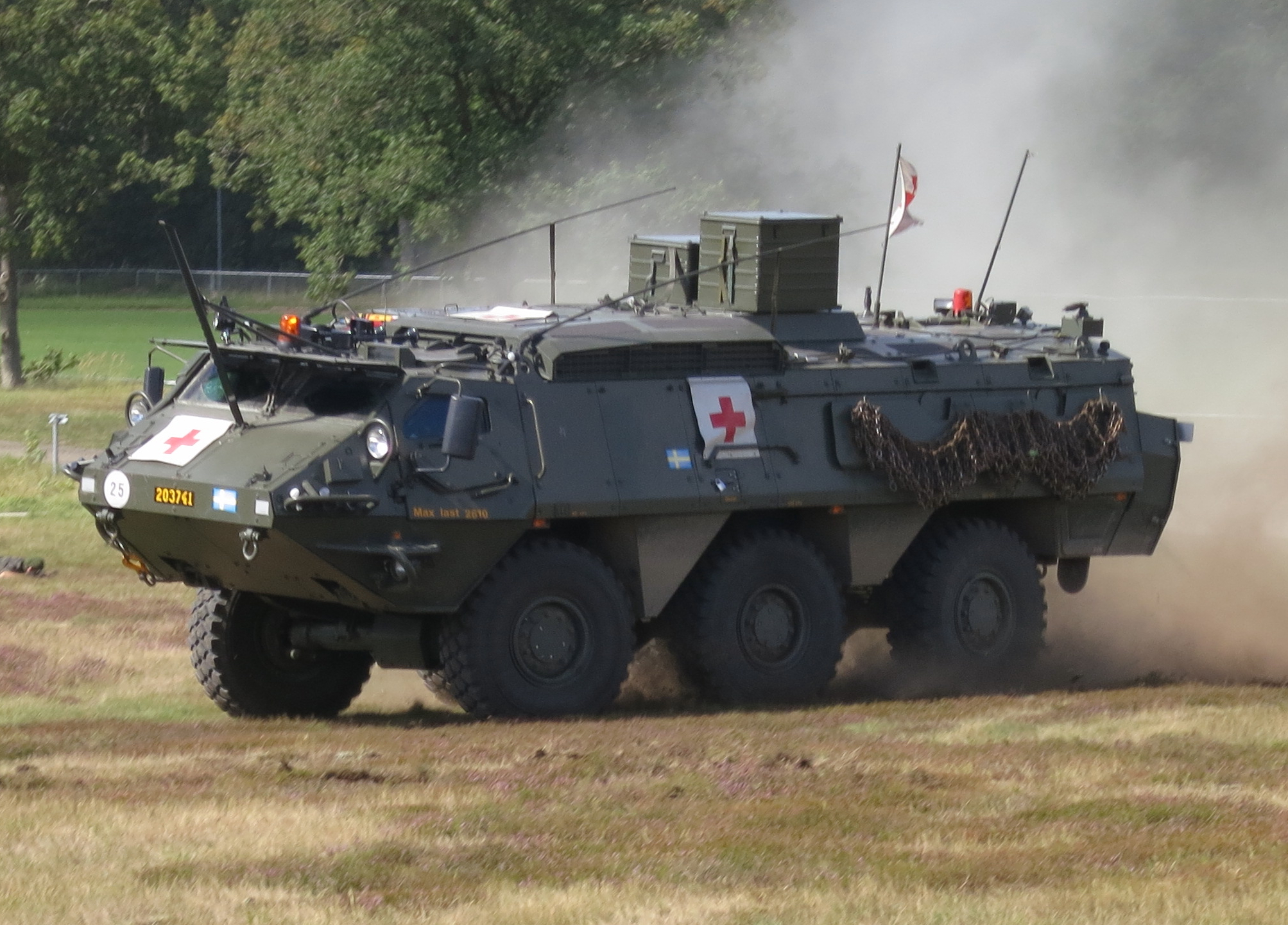
Sjukvårdsvariant

Det finns sex varianter av fordonet i 203A-utförande:
- Trupptransport
- Ledning
- PV-Robot
- Reparation
- Sjukvårdstransport
- CBRN

Det finns tre varianter av fordonet i 203B-utförande:
- Trupptransport
- Ledning
- Reparation